# 海域東南アジア

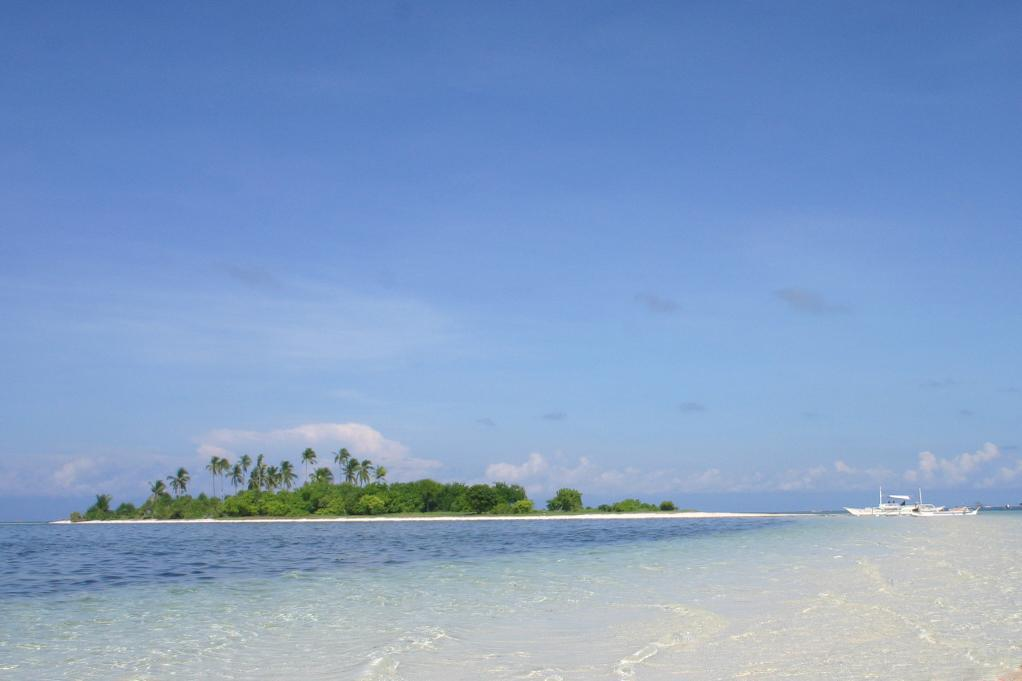
フィリピンの無人島。海域東南アジアは、インド洋、南シナ海、西太平洋の間に位置する世界最大の2つの群島で構成されている。

海域東南アジア（かいいきとうなんアジア、英: Maritime Southeast Asia）は、東南アジアの一部で、東南アジア本土（英: Mainland Southeast Asia）の対となる概念。現在のブルネイ、インドネシア、マレーシア、フィリピン、シンガポール、東ティモールといった国々で構成される。海域東南アジアは、群島部東南アジア、島嶼部東南アジアまたは東南アジア島嶼部などとも呼ばれる。16世紀の用語「東インド諸島」および19世紀後半の用語「マレー諸島」は、海域東南アジアを指す場合にも使用される。 
インドネシアとマレーシアでは、古代ジャワ語の「ヌサンタラ」が海域東南アジアの同義語としても使用されている。ただし、この用語は民族主義的であり、範囲が若干異なる。こちらは通常、マレー半島、スンダ列島、モルッカ諸島、そしてしばしば西ニューギニアを包含するだけで、フィリピンとパプアニューギニアは除かれる 。 
数千キロメートルに及ぶこの地域には、非常に多数の島があり、地球上で最も豊かな海洋として動植物の生物多様性に恵まれている。   
海域東南アジアを現代の本土の東南アジアと区別する主な人口統計上の違いは、その人口が主にオーストロネシア人グループに属していることである。この地域には、世界で最も高度に都市化された地域がいくつもある。ジャカルタ都市圏、マニラ首都圏、クアラルンプール都市圏、シンガポールなど。しかし、この広大な地域の島々の大半は無人島である。

## 地理
東南アジア海域の陸海面積は200万平方キロメートルを超える。25,000以上の島が存在し、それらは多くの小さな群島に属している。 
主なグループは次のとおり。 
- シンガポール、インドネシア、東マレーシア、ブルネイ
  - スンダ列島
    - 大スンダ列島
    - 小スンダ列島

  - モルッカ諸島
- フィリピン
  - ビサヤ諸島
  - スールー諸島
- ニューギニア島とその周辺の島々（含める場合）

面積の上位7位までの島は、インドネシアのニューギニア島、ボルネオ島、スマトラ島、スラウェシ島、ジャワ島。フィリピンのルソン島とミンダナオ島。 

生物地理学におけるマレシア植物区系区は海域東南アジアに対応している

自然科学では、この地域は「海洋大陸」として知られている。また、生物地理学の植物相ではマレシア植物区系区に対応している。
地質学的には、群島は世界で最も活発な火山地帯の1つであり、特にジャワ島、スマトラ島、小スンダ列島地域に、標高3,000メートルを超えるほとんどの火山が位置している。また、プレートテクトニクスによる造山運動によって、マレーシアの最高峰である標高 4,095.2メートルのサバ州のキナバル山や、ニューギニア島の最高峰である標高4,884メートルのプンチャック・ジャヤのような高山が生み出されてきた。
群島の他の高山には、インドネシアの4,760メートルのプンチャック・マンダラや4,750メートルのプンチャック・トリコラなどがある。
群島の気候は、ほぼ全域が赤道付近にあるため熱帯気候である。

## 文化と人口統計
2017年現在、この地域には5億4千万人以上の人々が住んでおり、最も人口の多い島はジャワ島。そこに住む人々は主にオーストロネシア系の民族で西マレー・ポリネシア語を話す。東南アジアのこの地域は、東南アジア本土の人々と太平洋の他のオーストロネシアの人々の両方と社会的および文化的なつながりを有している。イスラム教が主な宗教であり、フィリピンと東ティモールではキリスト教が主である。仏教、ヒンドゥー教、伝統的なアニミズムも多くの信者がいる。         
歴史的には、「島嶼東南アジア」とされるこの地域はセデスの「Indianized States of Southeast Asia」に見られるように大インドの一部と見なされてきた。オーストロネシアまたはオセアニアと共通する民族言語と歴史的起源を有しているのは、この地域から、後者のグループ（ミクロネシアとポリネシアのグループ）が発祥してそれらの地域に拡散していったことに起因する。

## 歴史
歴史家は東南アジア地域の海のつながりを強調しており、それにより地中海沿岸と同様に単一の文化的および経済的単位として分析することができる。この地域は、中国の長江デルタから南シナ海、タイ湾、ジャワ海を含むマレー半島まで広がっている。この地域はオーストロネシア人の海洋国家的な文化に支配されていた。

### 古代インド洋貿易

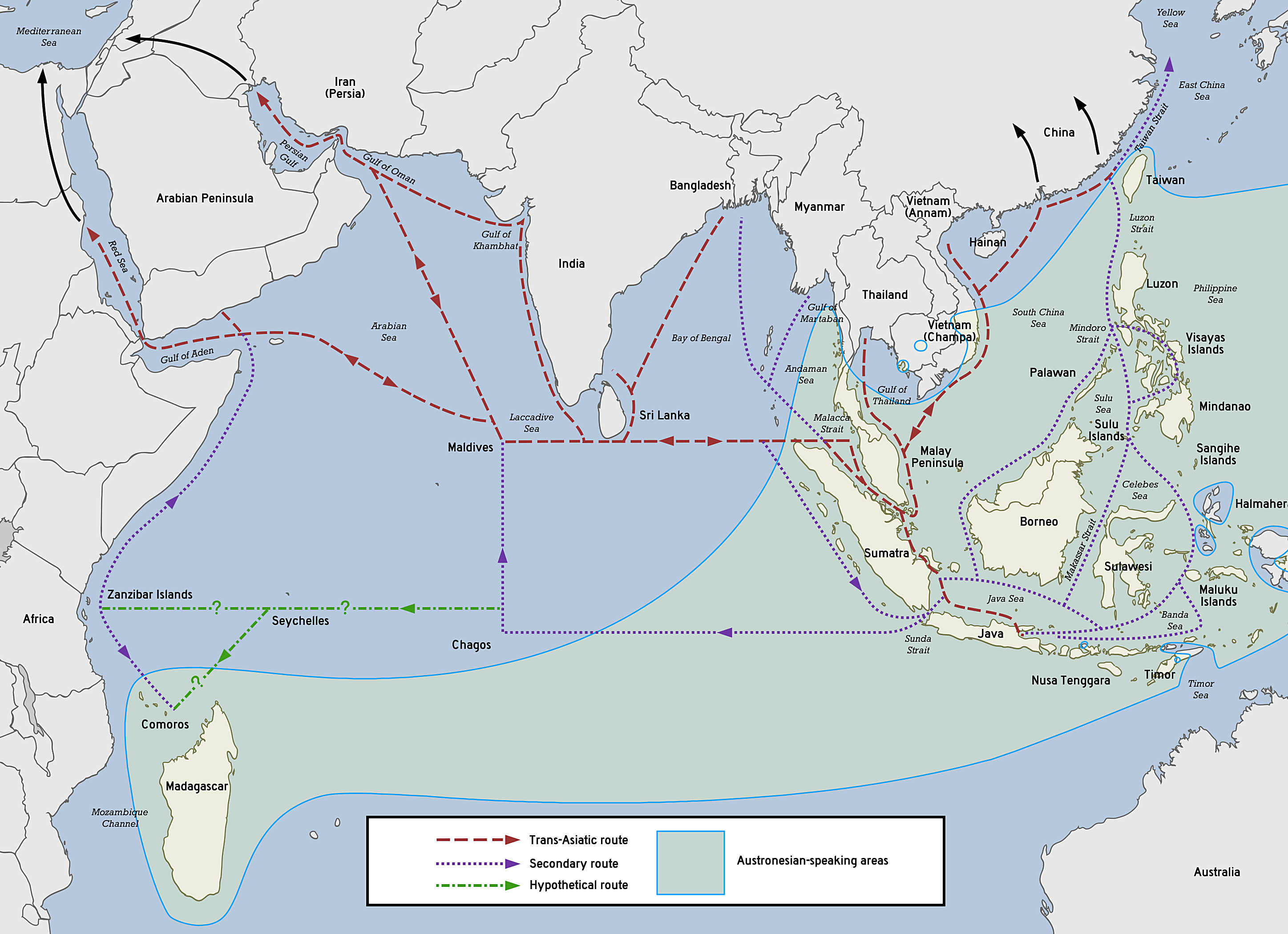
インド洋におけるオーストロネシア人の先史時代および有史時代の海上貿易ネットワーク

インド洋で最初の海上貿易網は、海域東南アジアから来たオーストロネシア人によるものだった。彼らが、最初の外航船を建造した。
彼らは早くも紀元前1500年に南インドおよびスリランカとの交易路を確立し、物質文化（カタマラン、アウトリガーカヌー、ラッシュラグ、縫合船、キンマなど）と栽培植物（ココヤシ、白檀、バナナ、サトウキビなど）を広めた。
インドと中国の物質文化をつなぐだけでなく、特にインドネシア人は、カタマランとアウトリガーボートを使用してスパイス（主にシナモンとカッシア）を取引し、インド洋の偏西風の助けを借りて遠く東アフリカまでも航海していた。この貿易ネットワークはアフリカとアラビア半島にまで拡大し、その結果、紀元前1千年紀の前半までにマダガスカルはオーストロネシア人の住む土地となった。それは有史時代まで続いた    。

### 海のシルクロード
古代のオーストロネシア人の貿易ネットワークは、後に中国の宋の貿易艦隊によって西暦900年頃から使用された。これは、海のシルクロードとして知られている中国と東南アジアの間の貿易の新たな繁栄につながった。東南アジアの製品と貿易の需要は、この時代の中国の人口が7500万から1億5000万に倍増したことで拡大した。
宋王朝の崩壊後、侵略と飢饉により中国との貿易は停止した。14世紀から16世紀の明王朝の時代に復活した。1405年から1431年までの鄭和の遠征航海は、東南アジアとの貿易を増やすために重要な役割を果たした。
中国の貿易は宮廷によって厳格に管理されていたが、閩南民の拡散は東南アジアとの非公式な貿易と文化的交流を促進し、この期間中に東南アジアの各地に定着していった。中国政府の公認を受けていないにもかかわらず、これらのコミュニティはマラッカ、ホイアン、アユタヤなどの都市間でのビジネスと貿易のネットワークを形成していた 。これらの中華系の人間は、移住先の各地の政府で役人や外交官にもなった。